# West Elgin (Ontario)
West Elgin to gmina (ang. township) w Kanadzie, w prowincji Ontario, w hrabstwie Elgin.
Powierzchnia West Elgin to 322,52 km². Według danych spisu powszechnego z roku 2001 West Elgin liczy 5464 mieszkańców (16,94 os./km²).

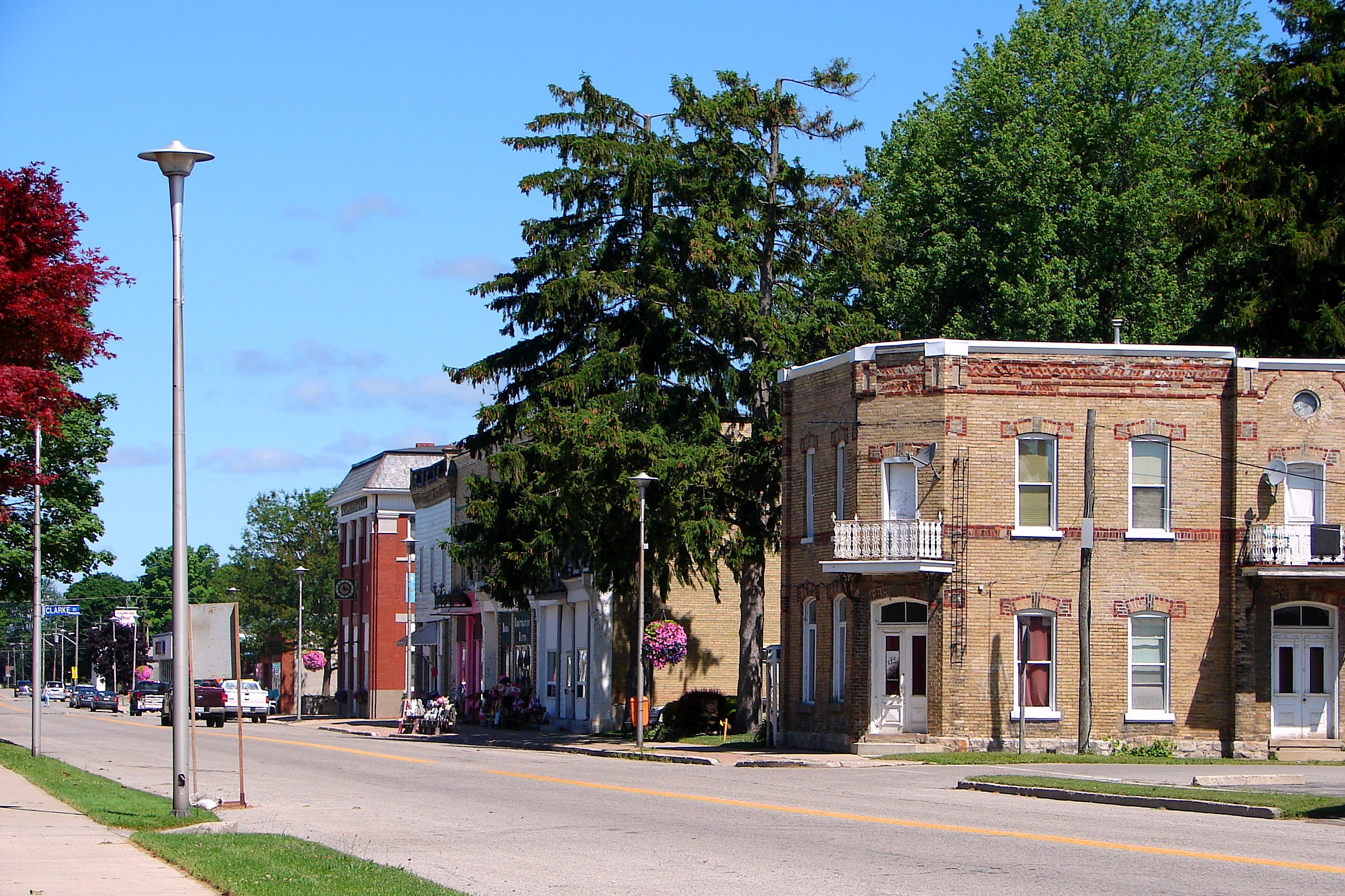
Rodney
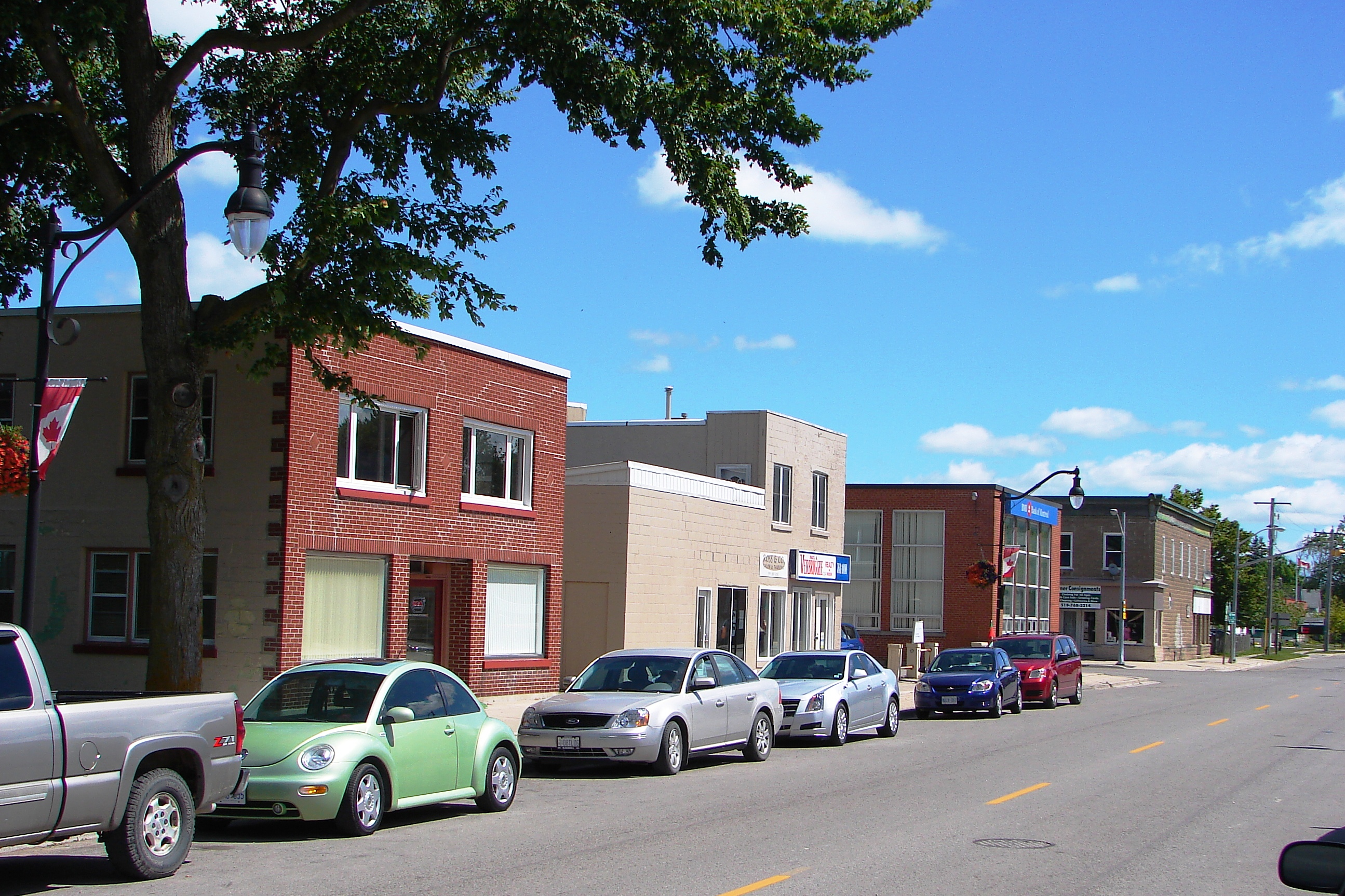
West Lorne